# Куп Милан Цига Васојевић 2016.
Куп Милан Цига Васојевић је 2016. одржан по десети пут као национални кошаркашки куп Србије. Домаћин завршног турнира био је Врбас 19. и 20. марта 2016. а сви мечеви су одиграни у Центру за физичку културу Драго Јововић.

## Учесници
На завршном турниру учествује укупно 4 клуба, а право учешћа клуб може стећи по једном од два основа:
- Као једна од три најбоље пласираних екипа на крају првог дела такмичења у Првој лиги Србије 2017/18.
  - По овом основу пласман су обезбедили Радивој Кораћ, Црвена звезда и Вршац

- Као освајач Купа КСС:
  - По овом основу пласман је обезбедио Врбас.

## Дворана
| Врбас                                   | ВрбасКуп Милан Цига Васојевић 2016. на карти Србије |
| Центар за физичку културу Драго Јововић | ВрбасКуп Милан Цига Васојевић 2016. на карти Србије |
| Капацитет: ?                            | ВрбасКуп Милан Цига Васојевић 2016. на карти Србије |
|                                         | ВрбасКуп Милан Цига Васојевић 2016. на карти Србије |

## Полуфинале
| 19. 3. 2016. 16:30 |                                                        | Црвена звезда | 64 : 56                               | Вршац | Центар за физичку културу Драго Јововић, Врбас Гледаоци: 600 Судије: Смиљанић, Виријевић, Грујић |  |
| 19. 3. 2016. 16:30 | Четвртине: 13-12, 18-17, 17-13, 16-14                  |               |                                       |       | Центар за физичку културу Драго Јововић, Врбас Гледаоци: 600 Судије: Смиљанић, Виријевић, Грујић |  |
| 19. 3. 2016. 16:30 | Поени: Зец 23 Скокови: Ђорђевић 7 Асистенције: Чолић 3 |               | М. Мандић 20 М. Мандић 14 М. Мандић 3 |       | Центар за физичку културу Драго Јововић, Врбас Гледаоци: 600 Судије: Смиљанић, Виријевић, Грујић |  |

| 19. 3. 2016. 19:00 |                                                                         | Радивој Кораћ | 49 : 55                         | Врбас | Центар за физичку културу Драго Јововић, Врбас Гледаоци: 1800 Судије: Јурас, Ивановић, Савић |  |
| 19. 3. 2016. 19:00 | Четвртине: 17-17, 16-14, 9-10, 7-14                                     |               |                                 |       | Центар за физичку културу Драго Јововић, Врбас Гледаоци: 1800 Судије: Јурас, Ивановић, Савић |  |
| 19. 3. 2016. 19:00 | Поени: С. Мандић, Бучевац 13 Скокови: Пашић 10 Асистенције: С. Мандић 6 |               | Џомбета 27 Мијатовић 7 Цукић 10 |       | Центар за физичку културу Драго Јововић, Врбас Гледаоци: 1800 Судије: Јурас, Ивановић, Савић |  |

## Финале
| 20. 3. 2016. 17:00 |                                                                            | Црвена звезда | 71 : 66                      | Врбас | Центар за физичку културу Драго Јововић, Врбас Гледаоци: 2000 Судије: Јурас, Смиљанић, Павлица |  |
| 20. 3. 2016. 17:00 | Четвртине: 24-22, 22-10, 17-23, 8-11                                       |               |                              |       | Центар за физичку културу Драго Јововић, Врбас Гледаоци: 2000 Судије: Јурас, Смиљанић, Павлица |  |
| 20. 3. 2016. 17:00 | Поени: Зец, Ђорђевић 17 Скокови: Ђорђевић 11 Асистенције: Катанић, Чолић 5 |               | Јововић 23 Рајић 8 Џомбета 4 |       | Центар за физичку културу Драго Јововић, Врбас Гледаоци: 2000 Судије: Јурас, Смиљанић, Павлица |  |

| Освајач Купа Милан Цига Васојевић 2016. |
| --------------------------------------- |
| ЖКК Црвена звезда 1. титула.            |